# Râpa „Coțofana”
Râpa „Coțofana” este un monument al naturii de tip geologic sau paleontologic în raionul Cimișlia, Republica Moldova. Este amplasat la est de satul Gura Galbenei (a patra de la nord, pe panta stângă a vâlcelei Valea Coțofana), ocolul silvic Zloți, Coțofana, parcela 33, subparcelele 3, 5; parcela 34, subparcelele 3, 8, 12. Are o suprafață de 10 ha. Obiectul este administrat de Gospodăria Silvică de Stat Cimișlia.